# 格林布什 (緬因州)
格林布什（英語：Greenbush）是一個位於美國緬因州佩諾布斯科特縣的鎮。

## 人口
根據2020年美國人口普查的數據，格林布什的面積為113.86平方千米，當中陸地面積為113.44平方千米，而水域面積為0.41平方千米。當地共有人口1444人，而人口密度為每平方千米13人。